# Federação de Paternidade Planejada da América

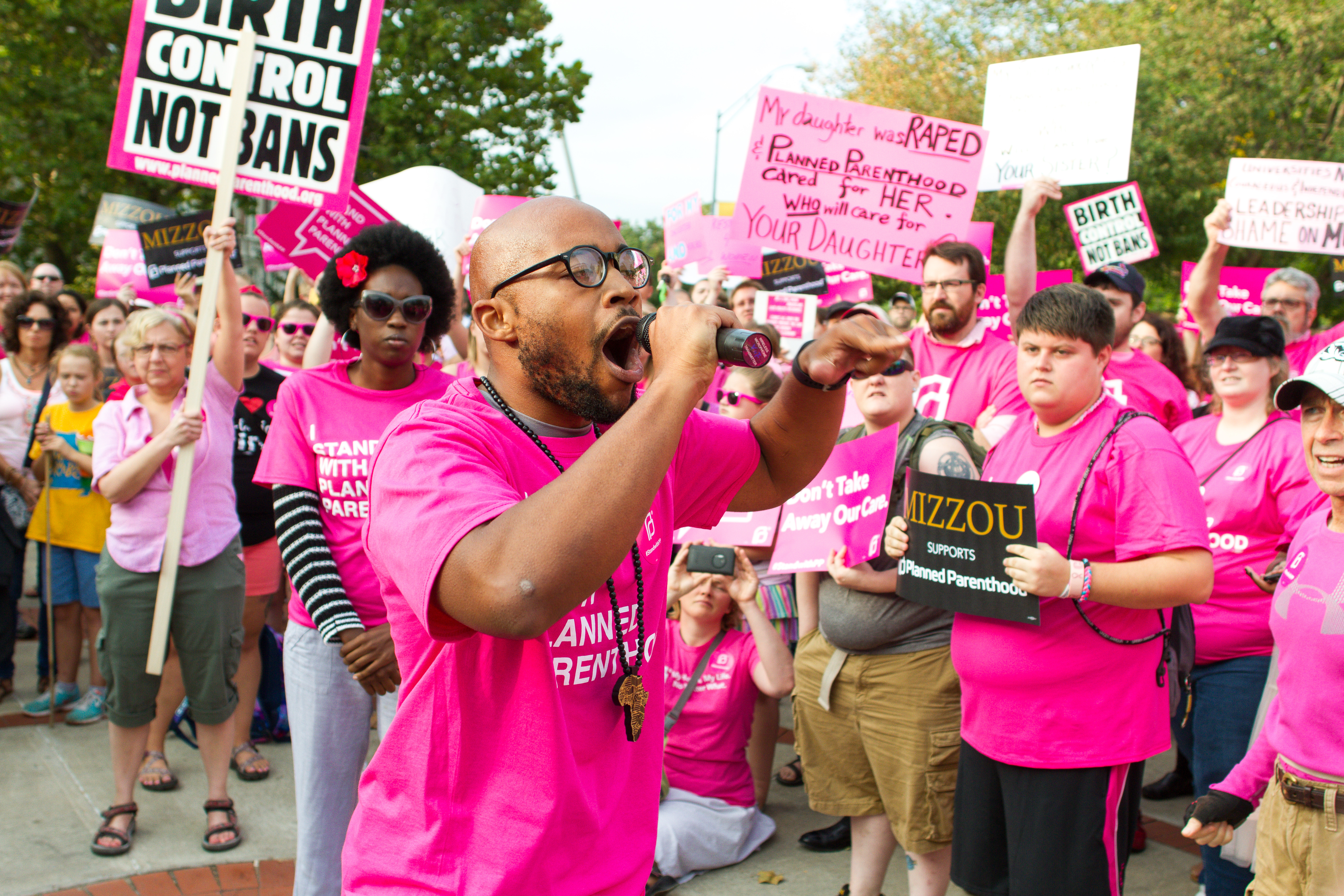
Protesto de simpatizantes da PPFA, em 2015

A Federação de Paternidade Planejada da América (PPFA), ou Paternidade Planejada (em inglês:  Planned Parenthood), é uma organização sem fins lucrativos que fornece cuidados de saúde reprodutiva nos Estados Unidos e em todo o mundo. A entidade tem suas raízes no Brooklyn, Nova Iorque, onde Margaret Sanger abriu a primeira clínica de controle de natalidade nos EUA em 1916. Sanger fundou a Liga Americana de Controle de Natalidade em 1921, que mudou seu nome para Paternidade Planejada em 1942.
A PPFA é composta por 159 afiliados médicos e não médicos, que operam mais de 650 clínicas de saúde nos Estados Unidos. A organização fornece diretamente uma variedade de serviços de saúde reprodutiva e educação sexual, contribui para a pesquisa em tecnologia reprodutiva e defende a proteção e expansão dos direitos reprodutivos.
A entidade é o maior provedor de serviços de saúde reprodutiva, incluindo o aborto, nos Estados Unidos. Por ano, a PPFA faz cerca de 324 mil abortos. Sua receita anual combinada é de US$ 1,3 bilhão, incluindo aproximadamente US$ 530 milhões em fundos governamentais, como reembolsos da Medicaid. Ao longo de sua história, a PPFA e suas clínicas receberam apoio, controvérsias, protestos e ataques violentos.

## Críticas, eugenismo e elitismo

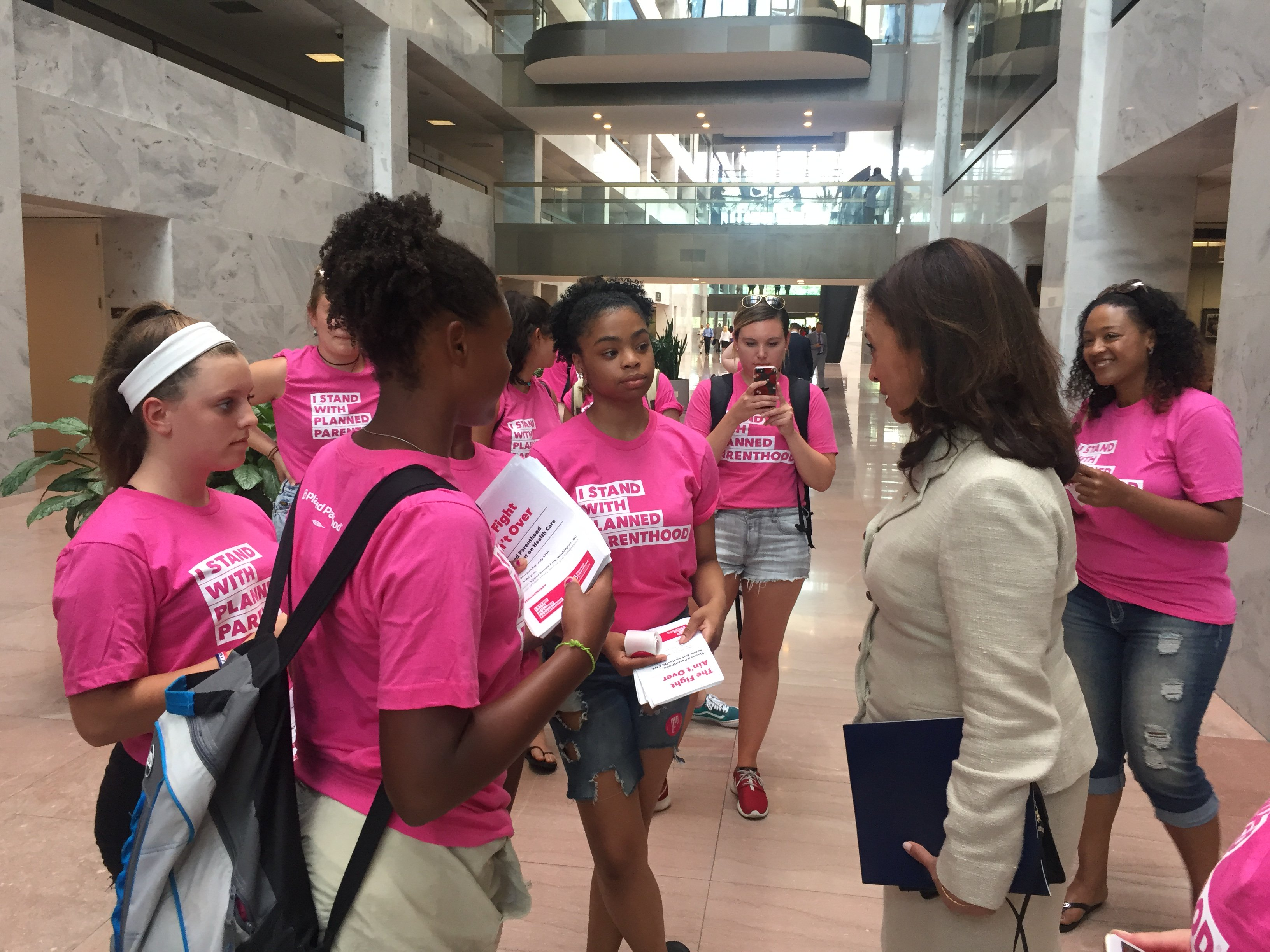
Encontro de activistas da Planned Parenthood com a então Senadora Kamala Harris em 2017

Outro fato, compilado pelo site "Protecting Black Lifes", é que a maioria das clínicas dessa instituição estão em bairros de maioria negra e/ou hispânica.